# Centro Isaac Rabin
El Centro Isaac Rabin o más formalmente Centro de estudios de Israel Isaac Rabin (en hebreo: מרכז יצחק רבין לחקר ישראל) es una biblioteca, museo y centro de investigación en la ciudad de Tel Aviv, en Israel, construido en memoria del primer ministro israelí Isaac Rabin Premio Nobel de la Paz, el cual fue asesinado en 1995.
El Centro Isaac Rabin, fue diseñado por el reconocido arquitecto israelí Moshe Safdie, y se encuentra sobre una colina, cuenta con una vista panorámica del Parque Yarkon y de la ciudad de Tel Aviv, está situado cerca del Museo Eretz Israel, el Museo del Palmaj, la Universidad de Tel Aviv y Beit Hatfutsot. La ceremonia de inauguración tuvo lugar en noviembre de 2005, en el décimo aniversario del asesinato del primer ministro Isaac Rabin.